# Remedy Entertainment
Remedy Entertainment è un'azienda finlandese dedita allo sviluppo di videogiochi con sede nella città di Espoo.
Fondata il 18 agosto 1995, l'azienda è divenuta celebre per la grande cura riposta nella sceneggiatura e nella regia dei suoi videogiochi e per gli elementi rivoluzionari come il bullet time; il principale autore delle opere è lo scrittore Sam Lake, considerato uno dei migliori del panorama mondiale.

## Storia
Remedy Entertainment nasce il 18 agosto 1995 nella città finlandese di Espoo, formata principalmente da ex membri di Future Crew, team attivo nel campo delle demoscene; nei primi anni di vita era composta da una decina di ragazzi che lavoravano nel garage della casa dei genitori di uno dei membri.
Il primo videogioco sviluppato fu un particolare ibrido tra racing game e sparatutto, chiamato Death Rally, che presto suscitò l'interesse di Apogee Software, che decise di co-finanziarlo e pubblicarlo. Durante lo sviluppo del piccolo titolo, Petri Järvilehto, uno dei membri fondatori del team, decise di contattare un suo amico per scrivere i testi e i dialoghi del racing game. Si trattava del brillante Sami Järvi, che poi diverrà noto con lo pseudonimo di Sam Lake, il quale al tempo studiava letteratura inglese all'Università di Helsinki. Lake, a partire da questo piccolo e poco ambizioso videogioco, entrò nel team e divenne uno dei membri più prominenti di Remedy, capace nel corso degli anni di diventare il simbolo della software house.
Difatti, pubblicato Death Rally nel 1996, forte del discreto successo commerciale del piccolo titolo, Remedy iniziò a sviluppare vari prototipi del videogioco successivo, questa volta decisi a creare qualcosa di molto più ambizioso. In questo periodo il team lavorò a vari concept, tra cui uno simulatore spaziale, un altro racing game, un videogioco di ruolo fantasy ispirato a The Legend of Zelda, ideato e scritto da Sam Lake stesso, e infine uno sparatutto isometrico ispirato al cinema d'azione di Hong Kong, noto come Dark Justice, su cui lavorava Järvilehto. Fu solo quest'ultimo a ricevere la luce verde da Apogee, e perciò tutto il team iniziò a lavorare al progetto. Lake fu incaricato di concepire la storia e la narrazione del titolo, che piano piano iniziò a mutare forma.
Dark Justice divenne Max Payne e dalla visuale isometrica Lake e soci passarono alla terza persona, che garantiva di infondere un forte stile cinematografico di cui necessitava la profonda e complessa storia che Lake stava scrivendo. Lake, infatti, a differenza di Death Rally, ora aveva totale libertà creativa per concepire una storia che potesse essere davvero potente e rivoluzionaria per il mondo dei videogiochi.
Ispirati dalla letteratura noir e dal cinema pulp, oltre che dal cinema d'azione orientale per il gameplay che portò all'uso del rivoluzionario bullet time che fece la fortuna del titolo, Max Payne divenne un clamoroso successo commerciale e di critica. Poiché realizzato con un budget infimo, i ragazzi di Remedy furono costretti ad ingaggiare sé stessi, amici e familiari come modelli dei personaggi, tra cui lo stesso Sam Lake che divenne il volto iconico del protagonista. Oltretutto, a causa della limitatezza dei motori grafici del tempo, il team dovette rinunciare ai filmati d'intermezzo, non in grado di narrare adeguatamente l'adulta e profonda storia scritta da Lake, e perciò decisero di impiegare delle graphic novel, realizzate facendo ampio uso di fotografie. 
Uscito nel 2001 su PC e l'anno seguente su console, Max Payne vendette oltre 7 milioni di copie e vinse più di 200 premi come gioco dell'anno. Grazie al mix tra un gameplay divertente e adrenalinico mosso dal bullet time e la grande cura verso la narrazione (cura quasi mai vista all'epoca in uno sparatutto), Max Payne divenne una vera e propria icona.
Nel 2002 Remedy vende i diritti del brand a Take-Two Interactive per dieci milioni di dollari, e sono subito ingaggiati per sviluppare un sequel, mentre i team di Rockstar Games si occupano di sviluppare il porting per console del primo gioco. 
Per lo sviluppo del sequel di Max Payne, Sam Lake decise di frequentare un'Accademia di scrittura per essere in grado di creare una storia ancora più complessa, ancora più noir e matura. Lo script finale, infine, sarà lungo quasi il triplo di quello del primo capitolo. Sviluppato con un budget finalmente consono, a differenza del primo capitolo, Max Payne 2: The Fall of Max Payne esce nell'ottobre del 2003, ricevendo il plauso della critica, che premiò la nuova storia di Lake e il gameplay ancora più divertente e cinematografico, grazie a una gestione della fisica pioneristica che diede un assaggio della rivoluzione che Half-Life 2 di Valve compirà l'anno seguente. D'altra parte però, Max Payne 2 fu molto al dì sotto delle aspettative dal punto di vista commerciale, forse a causa della breve durata e per l'assenza di una modalità multiplayer, come ipotizzerà successivamente Remedy. 
Tuttavia, grazie alla vendita dei diritti a Take-Two, Remedy si trova in una situazione estremamente rosea economicamente.
Nel 2004 il team lascia finalmente il garage e si sposta in un grande e comodo ufficio, sempre a Espoo, e inizia lentamente a pensare al prossimo videogioco. 
Con l'idea di creare un videogioco action che però avesse come protagonista un uomo comune e non un eroe, con tutte le conseguenze che questo ha sul gameplay, Sam Lake inizia a sviluppare un thriller psicologico ispirato a ai lavori di Stephen King e David Lynch, che uscirà sei anni dopo, nel 2010, in seguito a un lunghissimo e travagliato sviluppo. Alan Wake, questo il titolo della nuova produzione, è infatti inizialmente concepito come un videogioco open world con un ciclo giorno/notte che influenza il gameplay e il mondo di gioco, ma in seguito il team è costretto a rinunciare all'idea, poiché difficoltosa da realizzare e da integrare con la narrazione. Il titolo è quindi in un secondo momento ripensato come gioco a livelli molto ampi e non lineari, impostati come episodi di una serie televisiva, con tanto di riassunto delle puntate precedenti all'inizio e con dei cliffhanger narrativi posti alla fine. Questa nuova struttura di gioco permette a Lake di sviluppare la storia con un taglio ancora più cinematografico ed emozionante, difficile da rendere in un'esperienza free roaming. In questi anni Remedy firma un accordo con Microsoft per pubblicare il videogioco in esclusiva per le sue piattaforme, ovvero Xbox 360 e Windows (sulla quale però arriverà solo in seguito). Alan Wake viene quindi pubblicato il 10 maggio 2010 dividendo la critica, tra chi lo acclama come capolavoro e tra chi lo definisce mediocre. Infatti, sebbene la storia e la narrazione ottennero il plauso pressoché universale della critica, il gameplay fu invece giudicato da molti fin troppo ripetitivo e superficiale. Pure commercialmente il gioco è molto sfortunato al lancio, vendendo anche questa volta molto al di sotto delle aspettative, costringendo Remedy e Microsoft a mettere da parte il brand. 
Tuttavia, nel corso degli anni, il titolo è stato riscoperto ed è diventato un vero e proprio gioco di culto, divenendo uno dei più amati e influenti della settima generazione, raggiungendo l'anno successivo 1,4 milioni di copie vendute.
L'iniziale flop di Alan Wake scoraggiò Microsoft nell'investire in un sequel. Infatti, subito dopo la pubblicazione del primo capitolo, Lake e il team iniziarono a sviluppare un prototipo di Alan Wake II. Dopo uno sviluppo durato circa sei mesi, Remedy propose il titolo a Microsoft, che però rifiutò. Tuttavia Microsoft fu colpita da alcune idee che Lake aveva per il sequel di Alan Wake, tra cui quella di avere una serie tv in live action all'interno del titolo che fosse influenzata dalle azioni del giocatore in-game. Da questa idea, Microsoft chiede a Lake e a Remedy di sviluppare una nuova proprietà intellettuale basata su questa idea, che potesse diventare un prodotto di punta per la loro console di nuova generazione, Xbox One. Per sfruttare al massimo questo concept, Lake e soci scelsero come tema i viaggi nel tempo e i paradossi temporali. Nacque così lo sviluppo di Quantum Break, un ambizioso e rivoluzionario ibrido tra videogioco d'avventura e serie tv. Nel frattempo, una piccola parte di Remedy lavorò sul prototipo scartato di Alan Wake II e lo trasformò nello spin off stand-alone Alan Wake's American Nightmare, pubblicato nel 2012. Mentre procedono i lavori su Quantum Break, Remedy realizza una remastered di Death Rally e un piccolo gioco mobile strategico chiamato Agents of Storm, uscito nel 2014.
Nel marzo 2015 il franchise di Alan Wake raggiunge le 4,5 milioni di copie vendute, compreso Alan Wake's American Nightmare.
Dopo cinque anni di sviluppo, Quantum Break esce finalmente il 5 aprile 2016 in esclusiva su Xbox One e Windows 10. Il titolo presenta un cast formato da noti attori hollywoodiani, tra cui Shawn Ashmore, Aidan Gillen e Lance Reddick. Il gioco ottiene un buon responso da parte della critica, soprattutto per quanto riguarda l'idea di base, la grafica, la narrazione e il gameplay, mentre sono criticate la versione Windows 10, la longevità e la serie tv, considerata di qualità inferiore rispetto alle parti in game. In seguito all'uscita del gioco Microsoft dichiara che Quantum Break è la nuova IP Xbox One di maggior successo fino a quel momento.
In seguito all'uscita di Quantum Break, Remedy decise di cambiare metodi produttivi per sviluppare più titoli contemporaneamente e più velocemente, oltre che voler distaccarsi da Microsoft per poter pubblicare i propri giochi su più piattaforme. Nel 2016 viene annunciato un accordo con il colosso coreano Smilegate per lo sviluppo in commissione della campagna single-player di un titolo del brand CrossFire, il brand di sparatutto in prima persona più redditizio di sempre grazie all'enorme popolarità in Oriente. Nel 2017 viene annunciato che il nuovo titolo action concepito propriamente da Remedy sarà pubblicato da 505 Games su PlayStation 4 (quindi per la prima volta su console Sony dai tempi di Max Payne 2), Xbox One e Microsoft Windows.
Questo nuovo misterioso progetto si rivelerà essere Control, un videogioco action ispirato al filone letterario del new weird. Da un'idea di Sam Lake e di Mikeal Kasurinen, Control presenta una struttura open map dove il giocatore può esplorare liberamente l'ambientazione, svolgere missione secondarie e potenziare il proprio personaggio. Sebbene queste novità, il focus del gioco è comunque la narrazione e la storia, ancora più complessa e misteriosa del solito. Control esce il 27 agosto 2019 ottenendo un grandissimo successo di critica, essendo eletto gioco dell'anno da numerose testate. È apprezzato soprattutto l'utilizzo rivoluzionario del ray tracing, la fisica e la distruttibilità ambientale, oltre che per la storia, l'atmosfera e il gameplay. Inoltre, Control è ambientato nello stesso universo di Alan Wake, collegamento che viene esplorato nella seconda espansione "AWE", evento crossover che a detta di Sam Lake sarà solo il primo del cosiddetto Remedy Connected Universe, anticipando inoltre che il prossimo gioco di Remedy sarà ambientato nel medesimo universo.
Ai The Game Awards del 2021 Sam Lake annuncia ufficialmente Alan Wake II, con data di uscita prevista per il 2023 e pubblicato da Epic Games su PC e console di nuova generazione. Lake ha rivelato che si tratterà di un vero e proprio survival horror e presenterà una nuova versione del motore grafico pensata appositamente per la next-gen. Lo stesso anno viene inoltre rivelato che Remedy sta lavorando, per la prima volta nella sua storia, a dei titoli multiplayer. Si tratta di Project Condor, nome in codice per un titolo cooperativo che si pone come spin-off di Control, e di Vanguard, un game as a service free-to-play con cui Remedy punta a creare un titolo multiplayer duraturo con però una forte componente narrativa da condividere con altri giocatori. Per Vanguard Remedy ha stretto una collaborazione con il colosso cinese Tencent per la pubblicazione e distribuzione del titolo in tutto il mondo.
Rivelato al pubblico già nel 2020, nel 2022 viene pubblicato in esclusiva su piattaforme Xbox CrossFire X, FPS militare di cui Remedy ha sviluppato la campagna single-player su commissione per SmileGate. Si tratta del primo sparatutto in prima persona del team, il quale ha sempre utilizzato la terza persona nei suoi titoli action. Remedy ha promesso che il gioco avrà comunque una storia molto profonda e cinematografica, come da tradizione del team.
Ad aprile 2022 Remedy e Rockstar Games annunciano i remake di Max Payne e Max Payne 2.
Nel novembre 2022 Remedy annuncia ufficialmente di essere alle prese con il sequel di Control: il prodotto nasce da una collaborazione fra la software house finlandese e il publisher 505 Games, che si occuperà della distribuzione del videogioco al momento dell'uscita. Control 2 arriverà esclusivamente su PC e console di ultima generazione, ovvero PlayStation 5 e Xbox Series X/S.

## Filosofia
Lo studio è famoso per la realizzazione di giochi d'azione cinematografici single player. 
Solitamente sono caratterizzati da storie molto profonde, complesse e oscure scritte dal direttore creativo Sam Lake. Secondo l'amministratore i giochi dello studio hanno sempre un forte protagonista (come evidenziato da Max Payne e Alan Wake), e i loro giochi devono essere avvicinabili, riconoscibili e attrarre il pubblico più vasto possibile. Il team ha il fine di immergere completamente i giocatori nel mondo che hanno creato. Ha aggiunto che temi come "La seconda guerra mondiale, draghi, fantascienza hardcore o donne con abiti di pelle attillati" sono qualcosa che lo studio eviterebbe. Il team mira anche al "realismo cinematografico", dove la credibilità nel mondo reale è importante. Tuttavia, il team di solito si ispira a film, programmi TV e libri piuttosto che ai videogiochi per creare qualcosa di unico per l'industria dei videogiochi. Quando sviluppano i giochi, iniziano sempre creando la storia, che guida altri aspetti dello sviluppo come il gameplay.

## Universo condiviso
Ufficializzato da Sam Lake nel 2020, in occasione dell'uscita della seconda espansione di Control, il Remedy Connected Universe è l'universo condiviso della software house, di cui fanno parte, direttamente o indirettamente, quasi tutti i videogiochi della software house.
Sam Lake infatti afferma: “Per più di dieci anni, abbiamo avuto un sogno folle. L’idea che le storie raccontate in alcuni dei nostri giochi fossero collegate l’una con l’altra, un mondo interconnesso fatto di storie ed eventi con personaggi e ambientazioni condivise."
L'espansione "AWE" è infatti solo il primo di numerosi eventi crossover, che porta in questo caso ad intrecciare le vicende di Alan Wake con quelle di Control. 
Già nel videogioco base infatti vi erano numerosi riferimenti diretti agli eventi di Alan Wake, ma solo nell'espansione ci sarà un reale incontro tra questi personaggi.
- In Alan Wake, il protagonista omonimo è noto all'interno della storia per essere lo scrittore della serie di romanzi hard boiled basate sul personaggio di Alex Casey, poliziotto in cerca di vendetta per la sua famiglia. Ovvio riferimento a Max Payne, all'interno del titolo è possibile trovare pagine del libro "The Sudden Stop" con protagonista Casey, pagine che sono narrate dal doppiatore originale di Max Payne. Vi è inoltre una scena in cui Alan interagisce con l'interprete di Casey, ovvero Sam Lake, il volto di Max nel primo capitolo della serie. Nel documento narrato è possibile leggere anche della morte del personaggio di Alex Casey (alter ego in questo universo di Max Payne) avvenuta 13 anni dopo gli eventi di Max Payne 2: The Fall of Max Payne [13].
- In Alan Wake's American Nightmare, oltre a numerosi riferimenti ad Alex Casey e Max Payne, sul finire dell'avventura viene detto "succederà di nuovo, in una cittadina chiamata Ordinary". Gli eventi di Control prendono inizio proprio da un evento sovrannaturale avvenuto nella cittadina di Ordinary.
- In Quantum Break ci sono vari riferimenti alla scomparsa di Alan Wake in seguito agli eventi dell'omonimo videogioco. È possibile inoltre trovare una copia del libro "The Sudden Stop".
- In Control vi è il maggior numero di riferimenti alle altre opere di Lake e di Remedy, che confermano l'universo condiviso, fino a quel momento ritenuto solo come un giocoso easter egg. La protagonista Jesse Faden è originaria di Ordinary, dove è successo un evento catastrofico, come profetizzato in American Nightmare. All'interno dell'edificio del Federal Bureau of Control è possibile trovare numerosi documenti che trattano del caso Bright Falls, cittadina dove hanno preso luogo gli eventi del primo Alan Wake. Viene inoltre rivelato che Alan era in corsa per diventare Direttore dell'FBC, ruolo poi preso da Jesse Faden. Ma la vera rivelazione sulla natura del Remedy Connected Universe avviene per bocca di Dylan Faden, il fratello di Jesse. Dylan, posseduto dall'organismo extradimensionale nota come "hiss", infatti rivela che "esistono tanti mondi, alcuni si trovano fianco a fianco, oppure uno sopra l'altro, o, ancora, all'interno di altri. In uno di questi mondi c'è un autore che ha scritto una storia su un poliziotto. In un altro mondo, il poliziotto esiste davvero. Mr. Door mi ha detto che c'è qualcuno che si trova in tutti questi mondi allo stesso tempo, passando dall'uno all'altro continuamente". L'autore è ovviamente Alan Wake, creatore di Alex Casey, ma in un altro mondo quest'ultimo esiste davvero, ovvero Max Payne. L'identità di Mr. Door non è confermata, ma si ritiene che possa essere Martin Hatch di Quantum Break, il personaggio interpretato da Lance Reddick, in quanto ci si riferisce a lui con il termine "shifter", come avveniva in  Quantum Break, ed ha la capacità di vivere aldilà del tempo e dello spazio, come viene rivelato appunto sempre nel medesimo videogioco.
- In Alan Wake II il Connected Universe si concretizza unendo tutti i riferimenti dei giochi passati in un unico arco narrativo: Alan Wake è tenuto prigioniero nel luogo buio da Mr. Door, il mentore di Saga Anderson (co-protagonista del gioco) è il vero Alex Casey su cui involontariamente si basano le opere dello scrittore, sempre nel luogo buio quest'ultimo si comporta come Max Payne con tanto di frasi poetiche per descrivere il proprio stato d'animo o un semplice concetto, in città ad indagare sul caso arriva la FBC, il vice-sceriffo del primo gioco Tim Breaker viene imprigionato nel luogo buio dove affronta la realtà dei multiversi riconoscendosi anche nell'attore Shawn Ashmore e nello scienziato e "shifter" Jack Joyce (Quantum Break). Nell'espansione Time Breaker affrontiamo il concetto di multiverso proprio attraverso le controparti videoludiche di Sam Lake e Shawn Ashmore; in Stella Polare interpreteremo una versione alternativa di Jesse Faden rivivere le esperienze del videogioco Control ma ambientate in Night Springs (località fittizia dell'omonima serie televisiva presente nel gioco); in Lake House, unica espansione ambientata nella storia effettiva del gioco, interpreteremo l'agente della FBC Kiran Estevez (Janina Gavankar) mentre indaga sulla EMA di Couldron Lake, scoprendo che "l'uomo in grado di viaggiare fra le varie dimensioni" pare essere proprio il Dottor Darling.

## Videogiochi
| Anno | Titolo                             | Piattaforme                             | Editore                         |
| ---- | ---------------------------------- | --------------------------------------- | ------------------------------- |
| 1996 | Death Rally                        | Windows, MS-DOS                         | Apogee Software                 |
| 2001 | Max Payne                          | Windows, PlayStation 2, Xbox            | God Games                       |
| 2003 | Max Payne 2: The Fall of Max Payne | Windows, PlayStation 2, Xbox            | Rockstar Games                  |
| 2010 | Alan Wake                          | Windows, Xbox 360                       | Microsoft Studios               |
| 2012 | Alan Wake's American Nightmare     | Windows, Xbox 360                       | Microsoft Studios               |
| 2014 | Agents of Storm                    | Android, iOS                            | Flare Games                     |
| 2016 | Quantum Break                      | Windows, Xbox One                       | Microsoft Studios               |
| 2019 | Control                            | Windows, PlayStation 4, Xbox One        | 505 Games                       |
| 2022 | CrossfireX                         | Windows, Xbox Series X/S                | Smilegate Group                 |
| 2023 | Alan Wake II                       | Windows, PlayStation 5, Xbox Series X/S | Epic Games                      |
| 2025 | FBC Firebreak                      | Windows, PlayStation 5, Xbox Series X/S | Remedy Entertainment            |
| 2026 | Max Payne 1 & 2 Remake             | Windows, PlayStation 5, Xbox Series X/S | Rockstar Games                  |
| 2027 | Control 2                          | Windows, PlayStation 5, Xbox Series X/S | Annapurna Interactive,505 Games |
| 2029 | Alan Wake 3                        | Windows, PlayStation 5, Xbox Series X/S | Remedy Entertainment            |